# ContraPoints
Pour les articles homonymes, voir  Wynn.
Natalie Wynn est une vidéaste politique américaine née le 21 octobre 1988. Elle produit sous l'alias ContraPoints des vidéos éducatives et des essais vidéos sur des thèmes de société, notamment de genre, de race, de politique et de justice sociale, dans un registre souvent humoristique. La grande majorité de ses vidéos sont sous-titrées en français.

## Chaîne YouTube
Les premières vidéos qu'elle met en ligne, en 2008, ont pour sujet l'athéisme. Elle abandonne pendant un temps la création de vidéos, occupant un poste de chargée d'enseignement en philosophie à l'université Northwestern. Elle quitte finalement le monde académique en 2015 et reprend son activité de vidéaste. En 2016, elle crée la chaîne youtube ContraPoints. Le contenu de ses vidéos évolue alors pour se focaliser sur d'autres sujets sociétaux, notamment au travers de réponse argumentées à des vidéastes d'extrême-droite influents.  Dès 2017, sa chaine connait un succès grandissant, dépassant 1 million d'abonnés sur youtube en 2020. 
Wynn utilise la philosophie, la sociologie et sa propre expérience pour expliquer et contrer les arguments de l'alt-right, des libéraux et plus généralement des mouvances conservatrices. Elle aborde également la transidentité, ayant elle-même transitionné depuis 2017.
Ses vidéos, au ton humoristique, se présentent fréquemment sous la forme d'un débat entre divers personnages joués par ContraPoints elle-même. 

## Identité artistique
Dans ses vidéos, Wynn se sert de la philosophie et d'anecdotes personnelles aussi bien pour présenter des idées de la Gauche américaine, que pour critiquer des points de vue conservateurs, libéraux, de l'Alt-right, voire fascistes,,. Ses vidéos sont fréquemment présentées sur un ton humoristique décalé et sombre, et contiennent du sarcasme, du surréalisme et des thèmes à caractère sexuel. Elle illustre fréquemment des concepts et des points de vue en jouant à tour de rôle ou simultanément des personnages qui interagissent les uns avec les autres. Les choix artistiques d'enregistrement vidéo incluent un éclairage dramatique et des costumes sophistiqués. Elle emprunte notamment à l'esthétique visuelle des drag queens, plaisantant en 2019 que si les conservateurs devaient dans tous les cas la considérer comme « drag queen », autant qu'elle soit « la plus extravagante drag queen sur YouTube ». Dans une interview pour The Verge, Katherine Cross fait remarquer une différence fondamentale entre Wynn telle qu'elle se présente sur YouTube, et Wynn en hors-caméra, la chaine YouTube présentant d'elle une image légère, distante, décadente et dédaigneuse, alors qu'en personne, Wynn est « sincère, et presque trop attentionnée ».

## Réception
Les vidéos de Wynn ont été saluées pour leurs clartés, leurs nuances, et leurs sens de l'humour,. Jake Hall, journaliste pour Vice, parle de Wynn comme « d'une vidéaste parmi les plus incisives et convaincantes sur YouTube ». Dans un article mettant en relation sa sincérité personnelle et son sens de l'ironie, The Verge la décrit comme « l'Oscar Wilde de YouTube ». Le magazine New York écrit : « ContraPoints est excellente. Indépendamment de l'intérêt ou de l'indifférence du spectateur pour les guerres culturelles sur Internet, les néo-nazis sur YouTube, ou pour bien d'autres sujets dans la large palette abordée dans cette chaine, ses vidéos sont drôles, étranges, érudites, et convaincantes ». Nathan J. Robinson (en) du magazine Current Affairs (en) parle de ContraPoints comme d'un « Blitzkrieg solitaire contre la droite sur YouTube », et de ses vidéos comme étant « différentes de tout ce que j'ai pu visionner … Elle montre comment le débat doit être mené : en ne cédant pas un pouce de terrain aux idées toxiques, mais en mettant dans la balance une plus grande finesse, de meilleures blagues, et des costumes plus élégants ».
La plupart des médias décrivent souvent le contenu de la chaine comme étant essentiellement adressé à une audience de milléniaux, de par son humour et son prisme focalisé sur la culture numérique en ligne,,.
Ses analyses des usages des mèmes et des codes fascistes ont été cités par le Southern Poverty Law Center dans un article qui explique l'usage par la droite alternative américaine du signe OK. La journaliste Liza Featherstone (en) recommande aussi la chaine, argumentant que Wynn fait un « boulot fabuleux » en reconnaissant les arguments valides de ses adversaires tout en torpillant les arguments fallacieux et en révélant le programme politique sous-jacent d'une certaine droite américaine.
En novembre 2018, après qu'une vidéo sur le sujet des incels ait atteint plus d'un million de vues, le journal The New Yorker rédige un article sur la chaine, en décrivant Wynn comme « l'une des demi-célébrités d'Internet qui est aussi intelligente qu'elle pense l'être, et l'une des rares gauchiste encore présente qui est capable d'être nuancée sans être ennuyeuse ». Le journal The Atlantic loue l'usage fait par Wynn de « décors luxuriants, de lumières d'ambiance, et d'une musique originale crée par la compositrice Zoë Blade » et décrit ses vidéos ainsi : « Le centre d'intérêt […] est Wynn elle-même ».
Le site internet Polygon a nommé sa vidéo sur les incels comme l'une des dix meilleures vidéos d'essai de l'année 2018. En mai 2019, elle atteint le sommet du top 100 du magazine Dazed, qui récompense les personnes qui « osent donner un coup de fouet à la culture ».

## Récompenses
| Année | Prix           | Catégorie       | Nomination   | Résultat | Référence |
| ----- | -------------- | --------------- | ------------ | -------- | --------- |
| 2020  | Streamy Awards | Best Commentary | ContraPoints | Gagnante | [ 19 ]    |
| 2021  | Streamy Awards | Best Commentary | ContraPoints | Nommée   | [ 20 ]    |